# Eupithecia elimata
Eupithecia elimata là một loài bướm đêm trong họ Geometridae.